# Малкин, Манфред
Манфред Малкин (англ. Manfred Malkin; 11 августа 1883, Одесса — 8 января 1966, Нью-Йорк) — американский пианист и музыкальный педагог российского происхождения. Брат Жака и Джозефа Малкиных.

## Биография
Вслед за братьями на рубеже XIX—XX веков учился в Парижской консерватории, дебютировал как концертный пианист в 1903 году в Париже, выступал также в составе семейного трио (позднее возрождённого в США и в 1928 году записавшего трио Бедржиха Сметаны). С начала 1910-х гг. обосновался в США, выступал в Карнеги-холле. С 1913 года Малкин также руководил небольшой частной консерваторией в Нью-Йорке; среди её преподавателей был, в частности, Макс Персин, а среди учеников — композитор Уильям Шуман, пианистка Хелен Фогель, скрипач Джулиус Шульман. После того, как в начале 1930-х гг. собственная консерватория Малкина закрылась, он преподавал в другой Консерватории Малкина, бостонской, основанной его братом Джозефом.
Сестра — оперная певица (сопрано) Беата Малкин (1892—1973).